# أبو قرن عملاق
أبو قرن عملاق (الاسم العلمي: Buceros bicornis) هو نوع من فصيلة أبو قرن.